# Eumichtis chlorosticta
Eumichtis chlorosticta là một loài bướm đêm trong họ Noctuidae.